# Hermonville Military Cemetery
Le cimetière militaire Hermonville Military Cemetery se trouve à Hermonville et accueille des soldats tombés lors de la Première Guerre mondiale. Le cimetière est  entretenu par la Commonwealth War Graves Commission.

## Photos

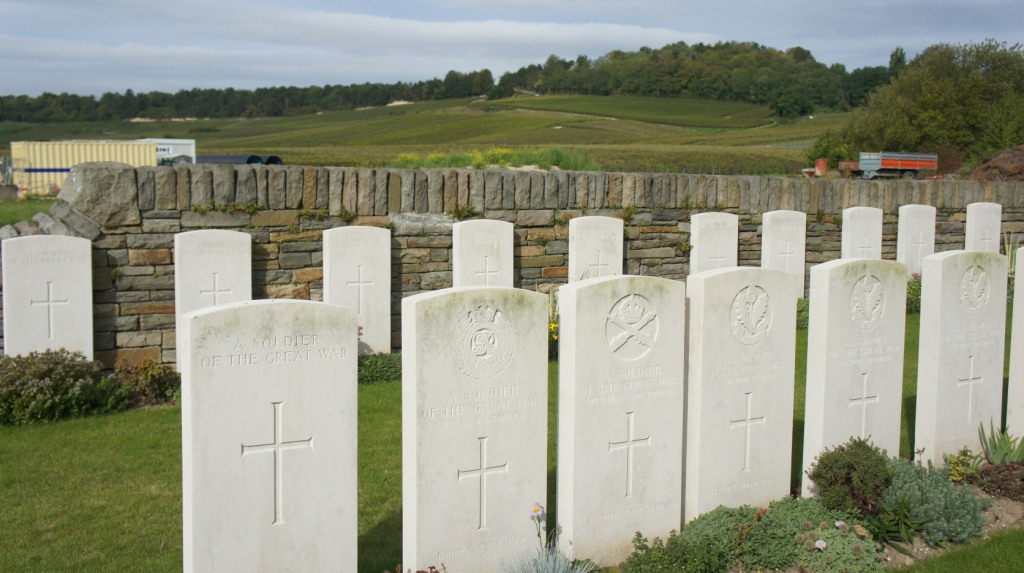
Le cimetière et en arrière-plan le Massif St-Thierry.